# 안토니오 바케티
안토니오 바케티(Antonio Bacchetti, 1923년 3월 7일~1979년)는 이탈리아의 전 축구 선수이다.